# Gniewkowo (stad)

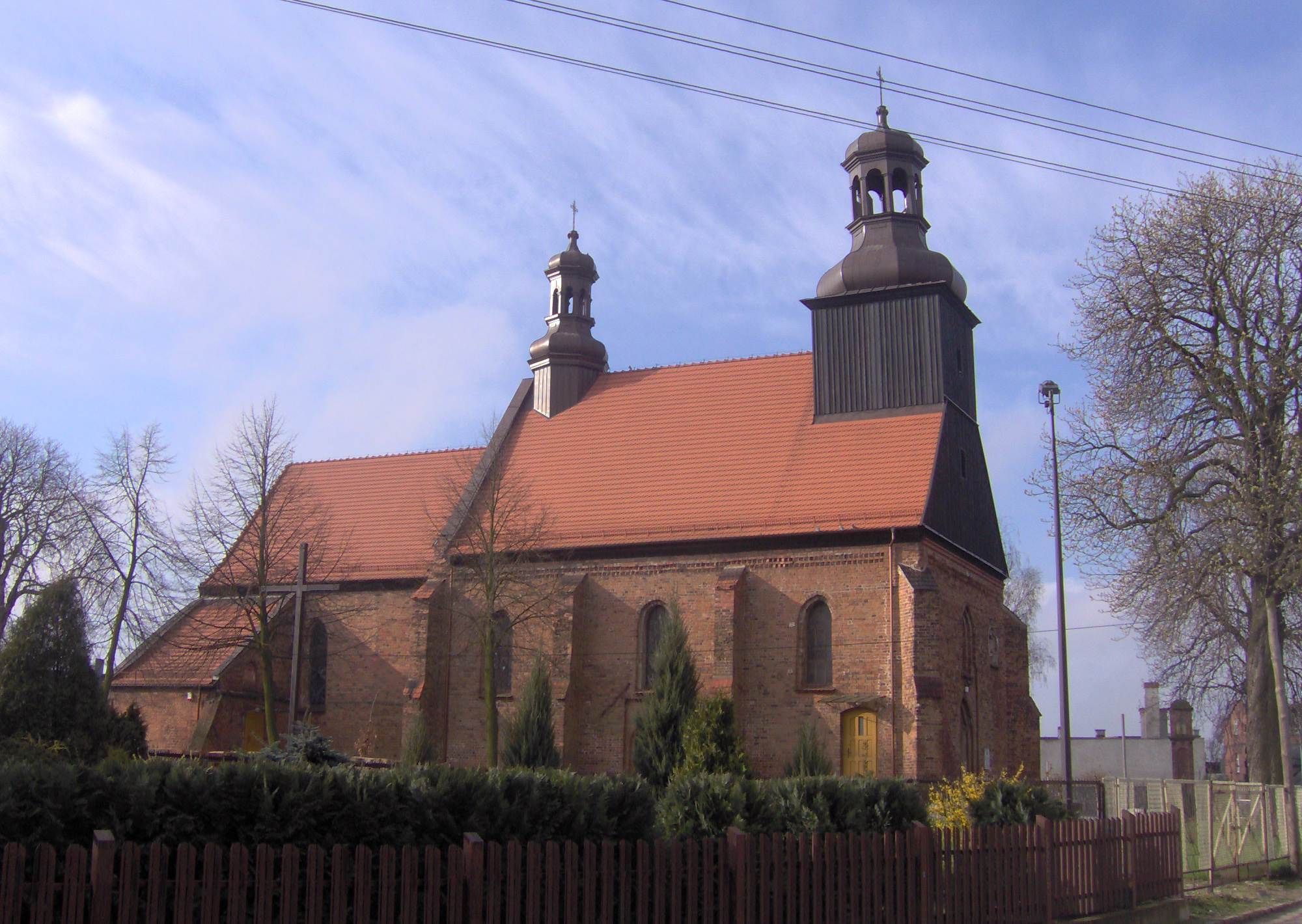
St Nicolaas kerk in Gniewkowo

Gniewkowo (Duits: Argenau) is een stad in het Poolse woiwodschap Koejavië-Pommeren, gelegen in de powiat Inowrocławski. De oppervlakte bedraagt 9,13 km², het inwonertal 7.202 (2017).

## Geschiedenis
Archaeologisch onderzoek toont aan dat hier al een nederzetting was in de Bronstijd. De eerste keer dat de stad werd genoemd was in 1185, in In 1268 ontving de stad stadsrechten. Na de dood van de Koejavische hertog Ziemomysł van Inowrocław in 1287 werd zijn gebied verdeeld onder zijn 3 zonen. Zijn jongste zoon, Casimir (1280/1287-1347/1350) werd hertog van Gniewkowo. Zijn stad werd in 1332 belegerd Teutoonse ridders Om overgave te voorkomen besloot Casimir om de stad plat te branden. Daarna bouwden de Teutoonse Ridders er een kasteel. De Koejaven herwonnen het gebied en Casimir de Grote kocht de stad. Na zijn dood werd de stad opnieuw platgebrand en het kasteel in 1375 verwoest. Daarna is de stad nog diverse keren van eigenaar veranderd.
Na de Eerste Poolse Deling verviel Gniewkowo in 1772 aan Pruisen. In de Franse Tijd (1807-1815) viel de stad onder het Hertogdom Warschau. In 1843 begon de economie te ontwikkelen met de aanleg van een weg tussen Inowrocław en Toruń. Duitsers en Joden kwamen naar de stad en ze begon te germaniseren; In die tijd werden de Poolse inwoners onderdrukt. Uiteindelijk besloot het Pruisische bestuur in 1879 tot de Duitse naam Argenau. Nadat Duits ook de formele voertaal werd brak een staking uit. Na een jaar strijd in de Pools-Russische Oorlog (1919-1921) werd de stad opnieuw Pools. In die tijd leed de stad zwaar onder de gevolgen van de Eerste Wereldoorlog; de werkloosheid liep op tot 70%.
Tijdens de Tweede Wereldoorlog werden 4000 burgers uit de regio Bydgoszcz-Inowrocław-Toruń in de bossen bij Gniezno vermoord. Daarna werd het gebied veroverd door het Rode Leger. Vanaf 21 januari 1945 tot 1989 was het land communistisch. Daarna vonden voor het eerst sinds 1939 weer vrije verkiezingen plaats.

## Verkeer en vervoer
Station Gniewkowo ligt aan de spoorlijn Poznań-Inowrocław-Toruń.

## Economie
De stad heeft een aantal grote bedrijven, zoals Kaarsen Fabriek KCB en een verwerkingsinstallatie van Bonduelle en een aantal bouwbedrijven.

## Monumenten
- De St Nicolaas Kerk. Oorspronkelijk uit de veertiende eeuw, herbouwd in 1871, en de zetel van de parochie met dezelfde naam ;
- Synagoge uit 1880. Voor de jaren 1950 diende deze als opslagplaats, nu een sporthal;
- Kerk van het Heilig Hart van Jezus, neogotisch van de late negentiende eeuw en zetel van de parochie met dezelfde naam ;
- Rooms Katholieke begraafplaats uit 1891;
- Stadhuis uit 1908;
- Hotel uit 1897 (nu een woonhuis);
- Woonhuis uit 1767, Markt 14

## Sport en recreatie
- De basketbalclub heet Harmattan Gniewkowo
- De volleybalclub heet LZS Gniewkowo
- De gymnastiekvereniging heet Sokoł Gniewkowo
- Door deze plaats loopt de Europese wandelroute E11. De E11 loopt van Den Haag naar het oosten, op dit moment de grens Polen/Litouwen. Ter plaatse komt de route van het zuiden vanaf Wierzbiczany en vervolgt in noordoostelijke richting via Jarki en Cierpice naar Toruń.

## Demografie
Opbouw van de bevolking op 31 december 2010
| Opis                           | totaal | totaal | man   | man   | vrouw | vrouw |
| ------------------------------ | ------ | ------ | ----- | ----- | ----- | ----- |
|                                | abs    | %      | abs   | %     | abs   | %     |
| populatie                      | 7182   | 100    | 3447  | 48,0  | 3735  | 52,0  |
| bevolkingsdichtheid (inw./km²) | 782,4  | 782,4  | 375,5 | 375,5 | 406,9 | 406,9 |

## Galerij

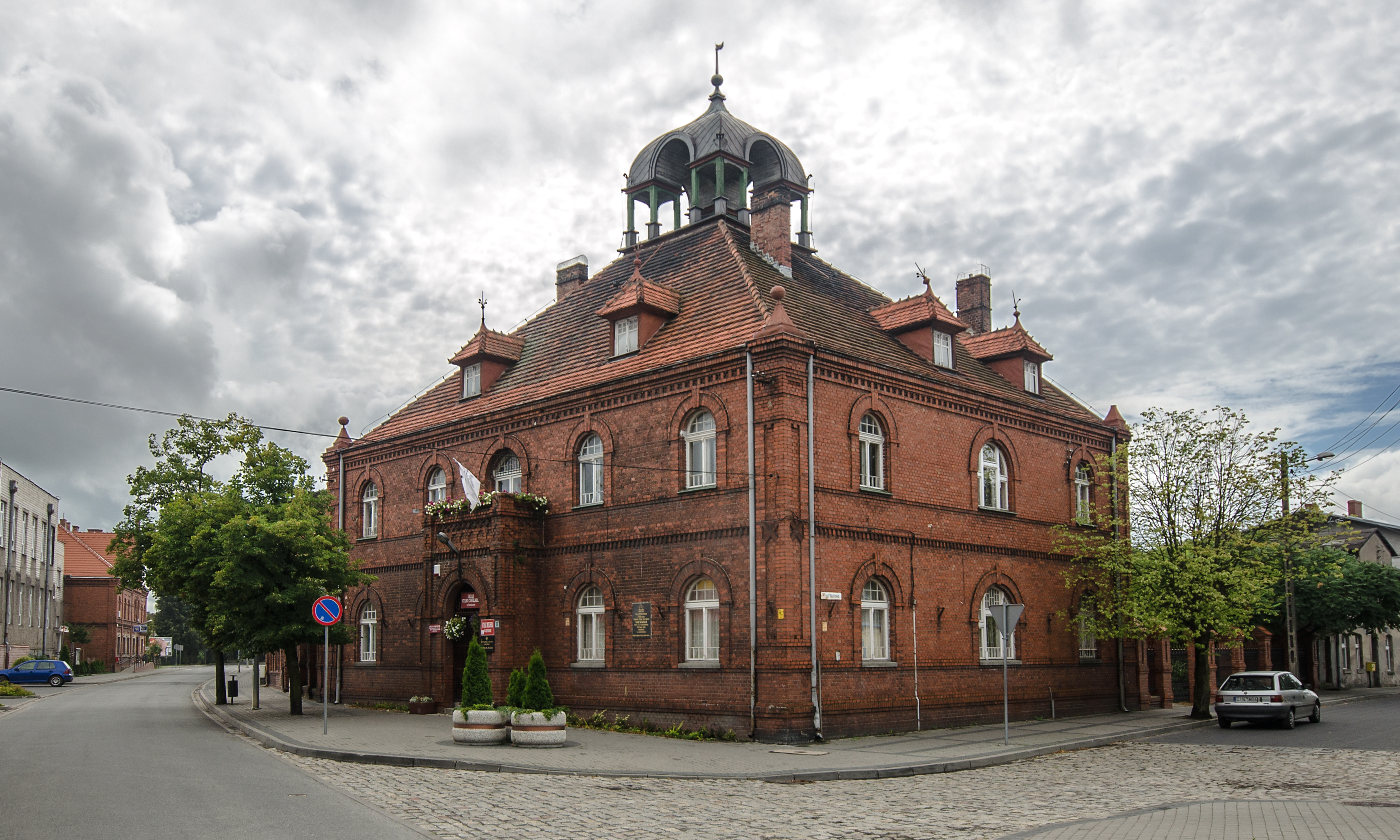
Raadhuis
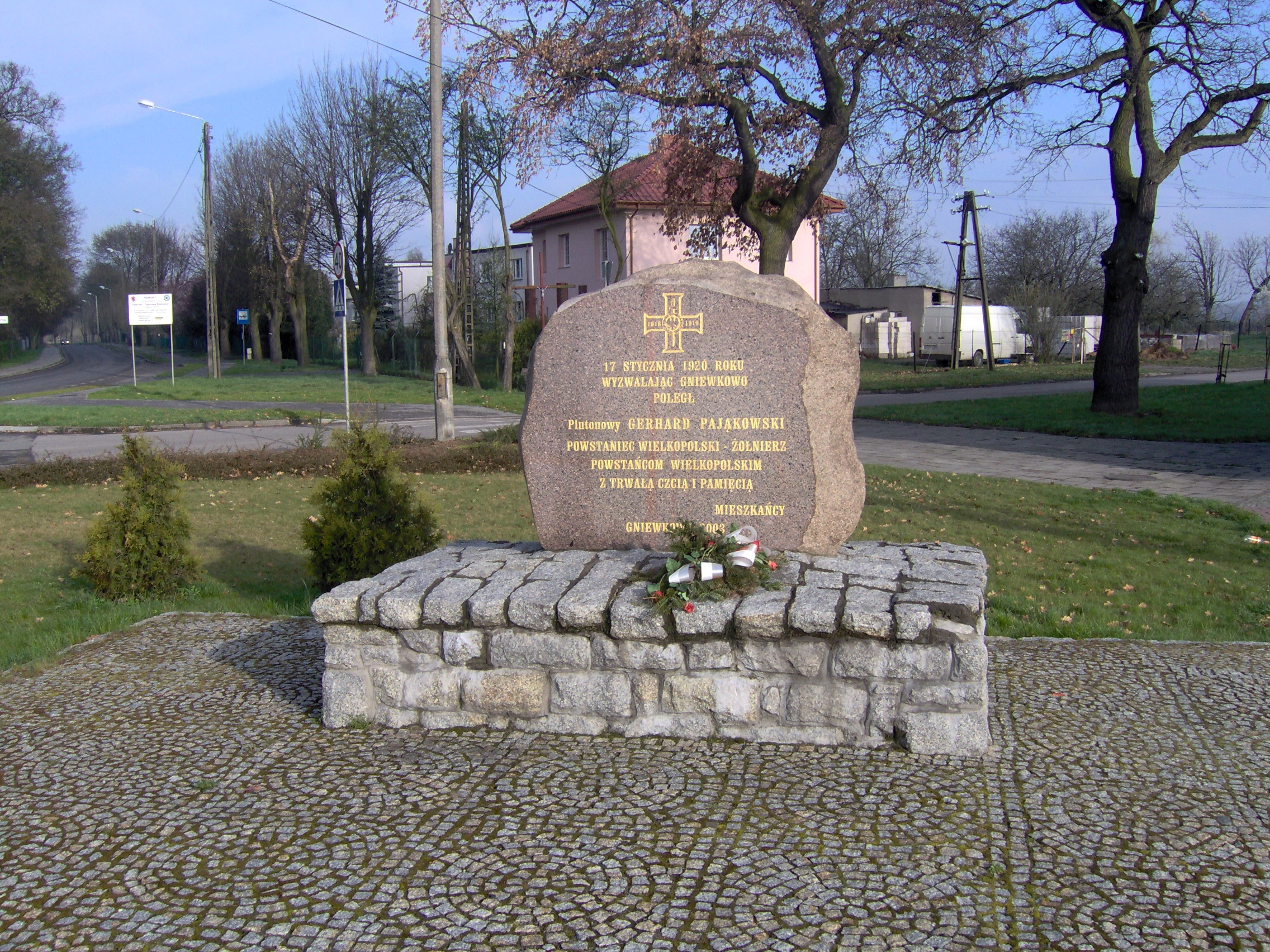
Gedenksteen van de slag om Gniewkowo tijdens de oorlog met Rusland in 1920
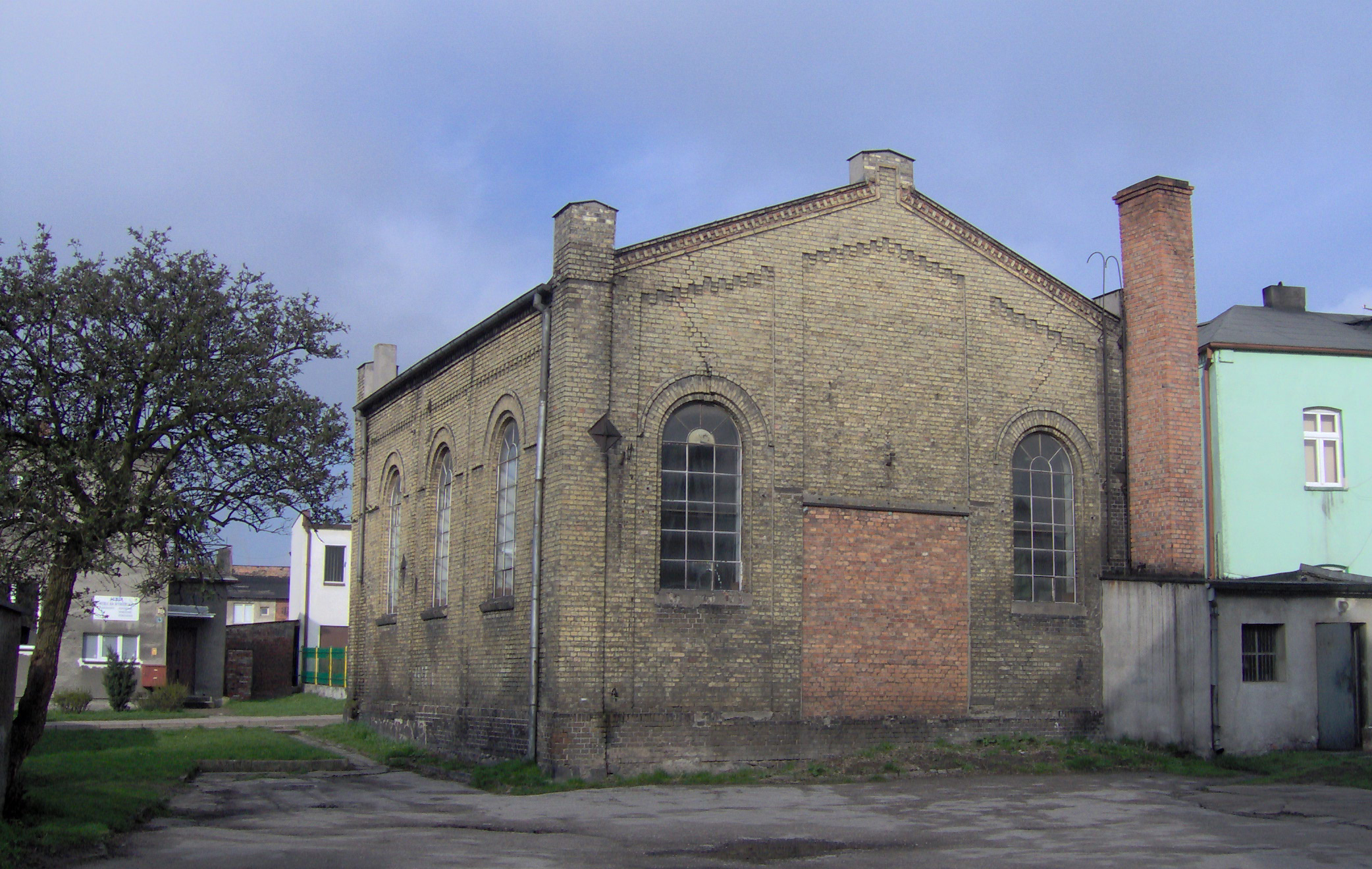
Synagoge
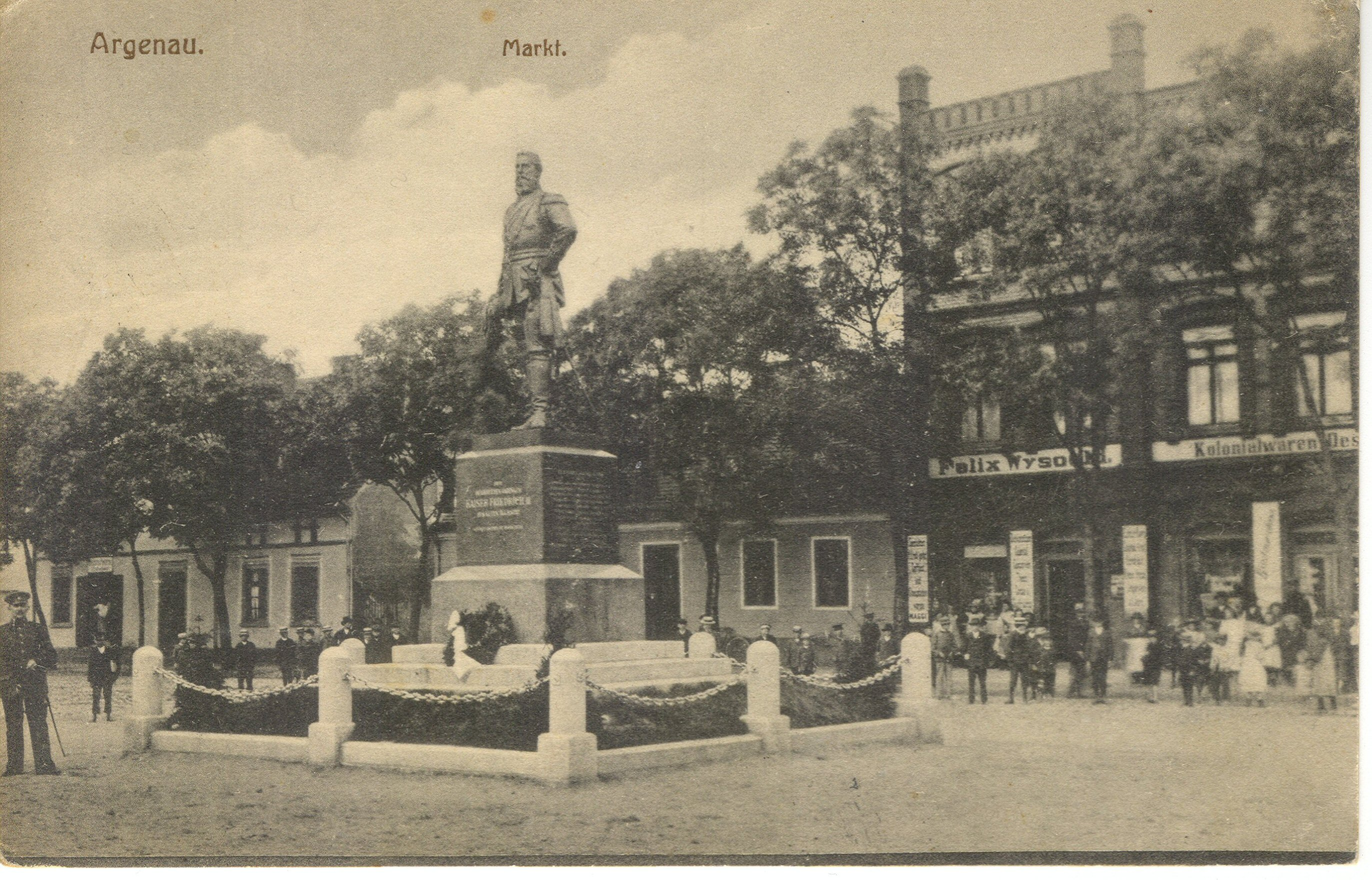
Keizer Frederik III van Duitsland